# Milan (Tennessee)
Pour les articles homonymes, voir Milan (homonymie).
Milan est une municipalité américaine située dans le comté de Gibson au Tennessee. Lors du recensement de 2010, sa population est de 7 851 habitants.

## Géographie
La municipalité s'étend sur 8,91 milles carrés (23,08 km2). Elle se trouve au croisement de la U.S. Route 45 et de la U.S. Route 70/79.

## Histoire
La ville est fondée en 1858.

## Démographie
La population de Milan est estimée à 7 792 habitants au 1er juillet 2016.
Le revenu par habitant était en moyenne de 18 715 dollars par an entre 2012 et 2016, en-dessous de la moyenne du Tennessee (26 019 dollars) et de la moyenne nationale (29 829 dollars). Sur cette même période, 23,5 % des habitants de Milan vivaient sous le seuil de pauvreté (contre 15,8 % dans l'État et 12,7 % à l'échelle des États-Unis).